# ریم النمیری
ریم النمیری (عربی: ريم النميري؛ زادهٔ ۱ ژانویهٔ ۱۹۹۶) فعال حقوق بشر اهل یمن است.
او به مقاومت در برابر ازدواج کودکان شناخته می‌شود. هیلاری کلینتون، وزیر امور خارجه ایالات متحده آمریکا، ۱۱ مارس ۲۰۰۹، جایزه بین‌المللی زنان شجاع را به او اهدا کرد. مجله تایمز در سال ۲۰۱۰ او را به عنوانی یکی از شخصیت‌های تأثیر گذار سال معرفی کرده‌است.
در سن ۱۲ سالگی، در پایان سال تحصیلی خود، می‌خواستند او مجبور کنند با پسر عموی ۳۰ ساله خود ازدواج کند اما او حاضر نشد و به همین دلیل توسط خانواده و همسرش مورد ضرب و شتم قرار گرفت.
وی پس از دو تلاش برای خودکشی توجهات گسترده بین‌المللی را به خود جلب کرد که در نهایت یک قاضی یمنی طلاق او را تأیید کرد.